# 1449 Virtanen
1449 Virtanen eller 1938 DO är en asteroid upptäckt 20 februari 1938 av den finske astronomen Yrjö Väisälä vid Storheikkilä observatorium. Asteroiden har fått sitt namn efter den finske biokemisten och nobelprisvinnaren Artturi Virtanen.
1966 upptäckte man att en asteroid med namnet 1095 Tulipa som Karl Wilhelm Reinmuth hade upptäckt 1928 var samma asteroid som Väisälä upptäckt och namngivit. Asteroiden fick behålla namnet Virtanen medan namnet Tulipa gavs åt en annan asteroid som Reinmuth upptäckt 1926.
Den tillhör asteroidgruppen Flora.
Ockultationer har observerats.